# Grupo ordenado cíclicamente
En matemáticas, un grupo ordenado cíclicamente es un conjunto con estructura de grupo y orden cíclico, de modo que la multiplicación por la izquierda y por la derecha conservan el orden cíclico.
Los grupos ordenados cíclicamente fueron estudiados en profundidad por primera vez por Ladislav Rieger en 1947. Son una generalización de los grupos cíclicos: el grupo cíclico Z y el grupo cíclico Z/n. Dado que un orden total induce un orden cíclico, los grupos ordenados cíclicamente también son una generalización de los grupos ordenados linealmente, como los números racionales Q o los números reales R. Algunos de los grupos ordenados cíclicamente más importantes no entran en ninguna de las categorías anteriores: el grupo circular T y sus subgrupos, como el subgrupo de puntos racionales.

## Cocientes de grupos lineales
Es natural representar grupos ordenados cíclicamente como cocientes, dado que se tiene que Zn= Z/nZ y T= R/Z. Incluso un grupo considerado lineal, como Z, cuando se convierte en un círculo, puede considerarse como Z2 / Z. Rieger (1946, 1947 y 1948) demostró que esta imagen es un fenómeno genérico. Para cualquier grupo ordenado L y cualquier elemento central z que genere un subgrupo cofinal Z de L, el grupo cociente L / Z es un grupo ordenado cíclicamente. Además, todo grupo ordenado cíclicamente puede expresarse como un grupo cociente.

## El grupo circular
Świerczkowski (1959a) aprovechó los resultados de Rieger en otra dirección. Dado un grupo ordenado cíclicamente K y un grupo ordenado L, el producto K × L es un grupo ordenado cíclicamente. En particular, si T es el grupo circular y L es un grupo ordenado, entonces cualquier subgrupo de T × L es un grupo ordenado cíclicamente. Además, cada grupo ordenado cíclicamente se puede expresar como un subgrupo de dicho producto con T.
Por analogía con un grupo arquimediano ordenado linealmente, se puede definir un grupo de Arquímedes ordenado cíclicamente como un grupo que no contiene ningún par de elementos x, y tales que [e, xn, y] para cada número entero n positivo. Dado que solo se consideran los n positivos, esta es una condición más fuerte que su contraparte lineal. Por ejemplo, Z ya no se ajusta a la definición, ya que se tiene que [0, n, −1] para cada n.
Como corolario de la demostración de Świerczkowski, cada grupo ordenado cíclicamente de Arquímedes es un subgrupo del propio T. Este resultado es análogo al teorema de 1901 de Otto Hölder de que todo grupo de Arquímedes ordenado linealmente es un subgrupo de R.

## Topología
Cada grupo compacto ordenado cíclicamente es un subgrupo de T.

## Estructuras relacionadas
Gluschankof (1993) demostró que una cierta subcategoría de grupos ordenados cíclicamente, los "grupos Ic proyectables con unidad débil", es equivalente para una determinada subcategoría de MV álgebra, las "álgebras MV proyectables".